# Skoków-Kolonia
Skoków-Kolonia – część wsi Zosin w Polsce, położona w województwie lubelskim, w powiecie opolskim, w gminie Opole Lubelskie.
W latach 1975–1998 Skoków-Kolonia należał administracyjnie do województwa lubelskiego.